# Alfhildpriset
Alfhildpriset var ett svenskt litteraturpris instiftat av Riksteatern och Östgötateatern och utdelat 2008–2010. Priset instiftades efter den svenska författaren Alfhild Agrell.
Prisets syfte var att "stimulera dramatik som verkar i Alfhild Agrells anda och därmed synliggör ett kvinnligt perspektiv på allmänmänskliga frågor." Priset var redan från börjat bestämt att vara begränsat till tre år och innebar att instiftarna beställde en pjäs av prismottagaren. Det första priset tilldelades Mirja Unge den 26 maj 2008. Priset överräcktes i samband med Spetsprojektets avslutning på Södra Teatern i Stockholm.
2009 gick priset till Sara Stridsberg, vilket tillkännagavs på Teaterbiennalen i Borås. 2010 tilldelades Majgull Axelsson och Christina Ouzounidis priset.

## Pristagare
- 2008 – Mirja Unge. Motivering (ej fullständig):

| ” | I år går Alfhildpriset till en dramatiker som i sin dramatik ofta kärleksfullt skildrar en ungdomsvärld där genus är ett destruktvt verktyg i skapandet av vuxenidentiteten. De karaktärer hon skapar är långt från makt och centrum, men de är inte offer. De kämpar för att äga sina liv och sitt öde. I hennes pjäser upphävs marginalen och människor som förvisats dit tar plats mitt på scen och i centrum. | „ |

- 2009 – Sara Stridsberg. Motivering:

| ” | I år går Alfhildpriset till en dramatiker vars historiska karaktärer slår med rå, poetisk kraft rakt in i vår samtid. I ett vibrerande epicentrum står kvinnliga rättshaverister som går över alla gränser för utmana och övervinna de konventioner och strukturer som hotar att förgöra dem. Kontroversiella antihjältinnor som utmanar själva livet, samhället och inte minst teatern. Valerie och Medea, besatta och svårhanterliga, begåvade nog att vara drottningar men dömda till nederlag och utanförskap, står framför oss på scenen och tvingar oss att sympatisera med dem trots deras ord och handlingar, tvingar oss att genom sina öden ifrågasätta hur vi lever våra egna liv i vår egen tid, tvingar oss att se vad som sker där makten möter maktlöshet. Valerie Solanas ska bli president i Amerika och Medealand är två pjäser som annekterar en bit av den svenska teatern, som drömmer på gränsen mellan utopi och tragedi, som fångar vår uppmärksamhet med sitt språk och sin kraft, med den förlösande humor som uppstår när en människa ser igenom allt och alla, och med den förstämning vi känner när den människan drabbar oss och tvingas att gå under. Sara Stridsberg får Alfhildpriset 2009 för sin starka dramatiska röst och sitt utmanande perspektiv som gör henne till en av våra mest betydande dramatiker. | „ |

- 2010 – Majgull Axelsson och Christina Ouzounidis. Motivering:

| ” | Vi är övertygade om att det behövs fler Alfhildarvtagare inom den svenska teatern, och har därför valt att utse två pristagare för att ytterligare säkra återväxten inom den svenska dramatiken. Majgull Axelsson är en väl etablerad och älskad författare och som verkat i Alfhilds anda både som författare och dramatiker. Med stark social och psykologisk medvetenhet skildrar hon brännande frågor och teman genom sina kvinnliga huvudpersoner. Vi vill att Majgull ska fortsätta skriva för scenen och utveckla sitt scenspråk tillsammans med oss. Christina Ouzounidis är en ung och radikal dramatiker som verkligen utmanat oss i Alfhilds anda. Som en av grundarna bakom Teater Weimar framstår hon som en intelligent och egensinnig kraft inom svenskt teaterliv, som förnyar själva teaterformen genom sin dramatik och som hela tiden söker nya vägar för att forska i människans medvetna och omedvetna över- och underordning. Genom hennes texter ser vi ett samhälle där själva språket framstår som både ett hot och en möjlighet, inte minst när det gäller vår föreställning om könen. | „ |